# Le Fidelaire
Fidelaire – miejscowość i gmina we Francji, w regionie Normandia, w departamencie Eure.
Według danych na rok 1990 gminę zamieszkiwało 690 osób, a gęstość zaludnienia wynosiła 21 osób/km² (wśród 1421 gmin Górnej Normandii Fidelaire plasuje się na 344 miejscu pod względem liczby ludności, natomiast pod względem powierzchni na miejscu 10).